# Превила
Превила је насељено мјесто у општини Фоча, Федерација Босне и Херцеговине, Босна и Херцеговина.

## Становништво
|           | 2013.      | 1991.        | 1981.         | 1971.         |
| Укупно    | 5 (100,0%) | 134 (100,0%) | 260 (100,0%)  | 346 (100,0%)  |
| Бошњаци   | 5 (100,0%) | 39 (29,10%)1 | 107 (41,15%)1 | 135 (39,02%)1 |
| Срби      | –          | 95 (70,90%)  | 147 (56,54%)  | 211 (60,98%)  |
| Остали    | –          | –            | 4 (1,538%)    | –             |
| Хрвати    | –          | –            | 1 (0,385%)    | –             |
| Црногорци | –          | –            | 1 (0,385%)    | –             |

1. 1 На пописима од 1971. до 1991. Бошњаци су пописивани углавном као Муслимани.